# Telemark-Weltcup 2011
Der Telemark-Weltcup 2011 war eine vom Weltskiverband FIS zwischen dem 12. Januar und dem 13. März 2011 in Europa ausgetragene Wettkampfserie im Telemarken. Die Telemark-Juniorenweltmeisterschaften fanden vom 11. bis 13. März 2011 im norwegischen Hafjell und vom 16. bis 19. März 2011 fanden im norwegischen Rjukan die Telemark-Weltmeisterschaften statt.

## Weltcupwertungen

### Gesamtwertung
| Rang | Name                 | Land               | Punkte |
| ---- | -------------------- | ------------------ | ------ |
| 01   | Philippe Lau         | Frankreich         | 1021   |
| 02   | Eirik Rykhus         | Norwegen           | 0874   |
| 03   | Mathias Wagenius     | Schweden           | 0729   |
| 04   | Bastien Dayer        | Schweiz            | 0695   |
| 05   | Chris Lau            | Frankreich         | 0665   |
| 06   | Sven Lau             | Frankreich         | 0661   |
| 07   | Harald Kværner       | Norwegen           | 0641   |
| 08   | Tobias Müller        | Deutschland        | 0513   |
| 09   | Antoine Bouvier      | Frankreich         | 0489   |
| 10   | Sondre Kristenstuen  | Norwegen           | 0359   |
| 11   | Thomas Bergfors      | Dänemark           | 0357   |
| 12   | Thomas Sand Nordberg | Norwegen           | 0338   |
| 13   | Carl Jørgen Holst    | Norwegen           | 0327   |
| 14   | Shane Anderson       | Vereinigte Staaten | 0292   |
| 15   | Clement Bergeretti   | Frankreich         | 0198   |
| 16   | Erwan Faivre         | Frankreich         | 0188   |
| 17   | Daniel Forrer        | Schweiz            | 0181   |
| 18   | Teemu Lukkari        | Finnland           | 0144   |
| 19   | Cory Snyder          | Vereinigte Staaten | 0125   |
| 20   | Matthias Brüstle     | Deutschland        | 0117   |

| Rang | Name                     | Land               | Punkte |
| ---- | ------------------------ | ------------------ | ------ |
| 01   | Amélie Reymond           | Schweiz            | 1390   |
| 02   | Sandrine Mayer           | Schweiz            | 1052   |
| 03   | Katinka Knudsen          | Norwegen           | 0762   |
| 04   | Susann Schubert          | Deutschland        | 0714   |
| 05   | Sigrid Rykhus            | Norwegen           | 0690   |
| 06   | Lisa Englund             | Schweden           | 0621   |
| 07   | Anne Marit Enger         | Norwegen           | 0530   |
| 08   | Laura Grenier-Soliget    | Frankreich         | 0497   |
| 09   | Julie Duedahl            | Dänemark           | 0472   |
| 10   | Nolwenn Faivre           | Frankreich         | 0333   |
| 11   | Johanna Holzmann         | Deutschland        | 0328   |
| 12   | Melodie David-Metral     | Frankreich         | 0301   |
| 13   | Maren Ulvestad Haugstuen | Norwegen           | 0211   |
| 14   | Monika Rieder            | Deutschland        | 0164   |
| 15   | Thea Smedheim Lunde      | Norwegen           | 0151   |
| 16   | Argeline Tan-Bouquet     | Frankreich         | 0139   |
| 17   | Madi McKinstry           | Vereinigte Staaten | 0128   |
| 18   | Raquel Bau Lau           | Spanien            | 0125   |
| 19   | Leena Pokkinen           | Finnland           | 0120   |
| 20   | Kaline Osaki             | Frankreich         | 0110   |

## Disziplinenwertungen

### Riesenslalom
| Rang | Name                 | Land               | Punkte |
| ---- | -------------------- | ------------------ | ------ |
| 01   | Sven Lau             | Frankreich         | 282    |
| 02   | Eirik Rykhus         | Norwegen           | 260    |
| 03   | Harald Kværner       | Norwegen           | 225    |
| 04   | Mathias Wagenius     | Schweden           | 215    |
| 05   | Chris Lau            | Frankreich         | 205    |
| 06   | Thomas Bergfors      | Dänemark           | 148    |
| 07   | Antoine Bouvier      | Frankreich         | 146    |
| 08   | Philippe Lau         | Frankreich         | 145    |
| 09   | Bastien Dayer        | Schweiz            | 113    |
| 10   | Thomas Sand Nordberg | Norwegen           | 108    |
| 11   | Sondre Kristenstuen  | Norwegen           | 78     |
| 12   | Shane Anderson       | Vereinigte Staaten | 77     |
| 13   | Tobias Müller        | Deutschland        | 65     |
| 14   | Carl Jørgen Holst    | Norwegen           | 64     |
| 15   | Matthias Brüstle     | Deutschland        | 57     |
| 16   | Ondrej Hegar         | Tschechien         | 53     |
| 17   | Cory Snyder          | Vereinigte Staaten | 48     |
| 18   | Luka Pintar          | Slowenien          | 41     |
| 19   | Benedikt Holzmann    | Deutschland        | 37     |
| 20   | Clement Bergeretti   | Frankreich         | 29     |

| Rang | Name                     | Land               | Punkte |
| ---- | ------------------------ | ------------------ | ------ |
| 01   | Amélie Reymond           | Schweiz            | 380    |
| 02   | Sandrine Mayer           | Schweiz            | 260    |
| 03   | Katinka Knudsen          | Norwegen           | 210    |
|      | Susann Schubert          | Deutschland        | 210    |
| 05   | Lisa Englund             | Schweden           | 195    |
| 06   | Anne Marit Enger         | Norwegen           | 140    |
| 07   | Laura Grenier-Soliget    | Frankreich         | 131    |
| 08   | Julie Duedahl            | Dänemark           | 118    |
| 09   | Sigrid Rykhus            | Norwegen           | 110    |
| 10   | Melodie David-Metral     | Frankreich         | 108    |
| 11   | Faivre Nolwenn           | Frankreich         | 84     |
| 12   | Maren Ulvestad Haugstuen | Norwegen           | 69     |
| 13   | Johanna Holzmann         | Deutschland        | 68     |
| 14   | Thea Smedheim Lunde      | Norwegen           | 46     |
| 15   | Kaline Osaki             | Frankreich         | 42     |
| 16   | Margaret Doherty         | Vereinigte Staaten | 34     |
| 17   | Tan Bouquet Argeline     | Frankreich         | 31     |
|      | Leena Pokkinen           | Finnland           | 31     |
|      | Gitti Blassisker         | Österreich         | 31     |
|      | Monika Rieder            | Deutschland        | 31     |

### Classic
| Rang | Name                 | Land               | Punkte |
| ---- | -------------------- | ------------------ | ------ |
| 01   | Bastien Dayer        | Schweiz            | 330    |
| 02   | Eirik Rykhus         | Norwegen           | 275    |
| 03   | Mathias Wagenius     | Schweden           | 250    |
| 04   | Tobias Müller        | Deutschland        | 235    |
| 05   | Philippe Lau         | Frankreich         | 176    |
| 06   | Chris Lau            | Frankreich         | 156    |
| 07   | Harald Kværner       | Norwegen           | 143    |
| 08   | Sondre Kristenstuen  | Norwegen           | 105    |
| 09   | Thomas Bergfors      | Dänemark           | 100    |
| 10   | Sven Lau             | Frankreich         | 96     |
|      | Carl Jørgen Holst    | Norwegen           | 96     |
| 12   | Shane Anderson       | Vereinigte Staaten | 91     |
| 13   | Antoine Bouvier      | Frankreich         | 80     |
| 14   | Daniel Forrer        | Schweiz            | 68     |
| 15   | Teemu Lukkari        | Finnland           | 56     |
| 16   | Clement Bergeretti   | Frankreich         | 53     |
| 17   | Jan Lavtar           | Slowenien          | 52     |
| 18   | Olle Collberg        | Schweden           | 49     |
| 19   | Derek Bouvier Garzon | Frankreich         | 48     |
| 20   | Cory Snyder          | Vereinigte Staaten | 42     |

| Rang | Name                  | Land                   | Punkte |
| ---- | --------------------- | ---------------------- | ------ |
| 01   | Amélie Reymond        | Schweiz                | 380    |
| 02   | Sandrine Mayer        | Schweiz                | 340    |
| 03   | Sigrid Rykhus         | Norwegen               | 240    |
| 04   | Katinka Knudsen       | Norwegen               | 181    |
| 05   | Susann Schubert       | Deutschland            | 180    |
| 06   | Laura Grenier-Soliget | Frankreich             | 150    |
| 07   | Lisa Englund          | Schweden               | 143    |
| 08   | Julie Duedahl         | Dänemark               | 134    |
| 09   | Anne Marit Enger      | Norwegen               | 124    |
| 10   | Johanna Holzmann      | Deutschland            | 94     |
| 11   | Nolwenn Faivre        | Frankreich             | 74     |
| 12   | Melodie David-Metral  | Frankreich             | 56     |
| 13   | Madi McKinstry        | Vereinigte Staaten     | 56     |
| 14   | Raquel Bau Lau        | Spanien                | 52     |
| 15   | Argeline Tan-Bouquet  | Frankreich             | 48     |
| 16   | Monika Rieder         | Deutschland            | 47     |
| 17   | Kaline Osaki          | Frankreich             | 44     |
| 18   | Zoë Taylor            | Vereinigte Staaten     | 33     |
| 19   | Sarah Hannibal        | Vereinigtes Königreich | 28     |
| 20   | Leena Pokkinen        | Finnland               | 26     |

### Sprint
| Rang | Name                 | Land               | Punkte |
| ---- | -------------------- | ------------------ | ------ |
| 01   | Philippe Lau         | Frankreich         | 700    |
| 02   | Rykhus Eirik         | Norwegen           | 339    |
| 03   | Chris Lau            | Frankreich         | 304    |
| 04   | Sven Lau             | Frankreich         | 283    |
| 05   | Harald Kværner       | Norwegen           | 273    |
| 06   | Mathias Wagenius     | Schweden           | 264    |
| 07   | Antoine Bouvier      | Frankreich         | 263    |
| 08   | Bastien Dayer        | Schweiz            | 252    |
| 09   | Tobias Müller        | Deutschland        | 213    |
| 10   | Thomas Sand Nordberg | Norwegen           | 193    |
| 11   | Sondre Kristenstuen  | Norwegen           | 176    |
| 12   | Carl Jørgen Holst    | Norwegen           | 167    |
| 13   | Erwan Faivre         | Frankreich         | 138    |
| 14   | Shane Anderson       | Vereinigte Staaten | 124    |
| 15   | Clement Bergeretti   | Frankreich         | 116    |
| 16   | Thomas Bergfors      | Dänemark           | 116    |
| 17   | Daniel Forrer        | Schweiz            | 89     |
| 18   | Alexandre Adami      | Frankreich         | 65     |
| 19   | Teemu Lukkari        | Finnland           | 61     |
| 20   | Jonas Schmid         | Deutschland        | 56     |

| Rang | Name                     | Land               | Punkte |
| ---- | ------------------------ | ------------------ | ------ |
| 01   | Amélie Reymond           | Schweiz            | 630    |
| 02   | Sandrine Mayer           | Schweiz            | 452    |
| 03   | Katinka Knudsen          | Norwegen           | 371    |
| 04   | Sigrid Rykhus            | Norwegen           | 340    |
| 05   | Susann Schubert          | Deutschland        | 324    |
| 06   | Lisa Englund             | Schweden           | 283    |
| 07   | Anne Marit Enger         | Norwegen           | 266    |
| 08   | Julie Duedahl            | Dänemark           | 220    |
| 09   | Laura Grenier-Soliget    | Frankreich         | 216    |
| 10   | Nolwenn Faivre           | Frankreich         | 175    |
| 11   | Johanna Holzmann         | Deutschland        | 166    |
| 12   | Melodie David-Metral     | Frankreich         | 137    |
| 13   | Maren Ulvestad Haugstuen | Norwegen           | 122    |
| 14   | Monika Rieder            | Deutschland        | 88     |
| 15   | Thea Smedheim Lunde      | Norwegen           | 85     |
| 16   | Leena Pokkinen           | Finnland           | 63     |
| 17   | Argeline Tan-Bouquet     | Finnland           | 60     |
| 18   | Madi McKinstry           | Vereinigte Staaten | 50     |
|      | Margaret Doherty         | Vereinigte Staaten | 50     |
| 20   | Gitti Blassisker         | Österreich         | 49     |

## Männer

### Resultate
| 1. Weltcup in Bad Hindelang, 12. Januar 2011 und 13. Januar 2011 | 1. Weltcup in Bad Hindelang, 12. Januar 2011 und 13. Januar 2011 | 1. Weltcup in Bad Hindelang, 12. Januar 2011 und 13. Januar 2011 | 1. Weltcup in Bad Hindelang, 12. Januar 2011 und 13. Januar 2011 | 1. Weltcup in Bad Hindelang, 12. Januar 2011 und 13. Januar 2011 |
| ---------------------------------------------------------------- | ---------------------------------------------------------------- | ---------------------------------------------------------------- | ---------------------------------------------------------------- | ---------------------------------------------------------------- |
| Datum                                                            | Disziplin                                                        | Erster Platz                                                     | Zweiter Platz                                                    | Dritter Platz                                                    |
| 12. Januar 2011 (Mi.)                                            | Riesenslalom                                                     | Eirik Rykhus                                                     | Mattias Wagenius                                                 | Chris Lau                                                        |
| 13. Januar 2011 (Do.)                                            | Sprint                                                           | Philippe Lau                                                     | Sand-Thomas Nordberg                                             | Harald Kværner                                                   |

| 2. Weltcup in Bohinj, 16. Januar 2011 | 2. Weltcup in Bohinj, 16. Januar 2011 | 2. Weltcup in Bohinj, 16. Januar 2011            | 2. Weltcup in Bohinj, 16. Januar 2011            | 2. Weltcup in Bohinj, 16. Januar 2011            |
| ------------------------------------- | ------------------------------------- | ------------------------------------------------ | ------------------------------------------------ | ------------------------------------------------ |
| Datum                                 | Disziplin                             | Erster Platz                                     | Zweiter Platz                                    | Dritter Platz                                    |
| 16. Januar 2011 (So.)                 | Sprint                                | Wettkampf abgesagt und wurde nach Rauris verlegt | Wettkampf abgesagt und wurde nach Rauris verlegt | Wettkampf abgesagt und wurde nach Rauris verlegt |

| 3. Weltcup in Rauris, 20. Januar 2011 – 22. Januar 2011 | 3. Weltcup in Rauris, 20. Januar 2011 – 22. Januar 2011 | 3. Weltcup in Rauris, 20. Januar 2011 – 22. Januar 2011 | 3. Weltcup in Rauris, 20. Januar 2011 – 22. Januar 2011 | 3. Weltcup in Rauris, 20. Januar 2011 – 22. Januar 2011 |
| ------------------------------------------------------- | ------------------------------------------------------- | ------------------------------------------------------- | ------------------------------------------------------- | ------------------------------------------------------- |
| Datum                                                   | Disziplin                                               | Erster Platz                                            | Zweiter Platz                                           | Dritter Platz                                           |
| 20. Januar 2011 (Do.)                                   | Sprint                                                  | Philippe Lau                                            | Sondre Kristenstuen                                     | Sven Lau                                                |
| 21. Januar 2011 (Fr.)                                   | Riesenslalom                                            | Sven Lau                                                | Harald Kværner                                          | Thomas-Christoffer Bergfors                             |
| 22. Januar 2011 (Sa.)                                   | Sprint                                                  | Philippe Lau                                            | Eirik Rykhus                                            | Antoine Bouvier                                         |

| 4. Weltcup in Thyon, 3. Februar 2011 und 4. Februar 2011 | 4. Weltcup in Thyon, 3. Februar 2011 und 4. Februar 2011 | 4. Weltcup in Thyon, 3. Februar 2011 und 4. Februar 2011 | 4. Weltcup in Thyon, 3. Februar 2011 und 4. Februar 2011 | 4. Weltcup in Thyon, 3. Februar 2011 und 4. Februar 2011 |
| -------------------------------------------------------- | -------------------------------------------------------- | -------------------------------------------------------- | -------------------------------------------------------- | -------------------------------------------------------- |
| Datum                                                    | Disziplin                                                | Erster Platz                                             | Zweiter Platz                                            | Dritter Platz                                            |
| 3. Februar 2011 (Do.)                                    | Sprint                                                   | Philippe Lau                                             | Bastien Dayer                                            | Chris Lau                                                |
| 4. Februar 2011 (Fr.)                                    | Classic                                                  | Eirik Rykhus                                             | Philippe Lau                                             | Mattias Wagenius                                         |

| 5. Weltcup in Méribel, 6. Februar 2011 und 7. Februar 2011 | 5. Weltcup in Méribel, 6. Februar 2011 und 7. Februar 2011 | 5. Weltcup in Méribel, 6. Februar 2011 und 7. Februar 2011 | 5. Weltcup in Méribel, 6. Februar 2011 und 7. Februar 2011 | 5. Weltcup in Méribel, 6. Februar 2011 und 7. Februar 2011 |
| ---------------------------------------------------------- | ---------------------------------------------------------- | ---------------------------------------------------------- | ---------------------------------------------------------- | ---------------------------------------------------------- |
| Datum                                                      | Disziplin                                                  | Erster Platz                                               | Zweiter Platz                                              | Dritter Platz                                              |
| 6. Februar 2011 (So.)                                      | Sprint                                                     | Philippe Lau                                               | Tobias Müller                                              | Sven Lau                                                   |
| 7. Februar 2011 (Mo.)                                      | Classic                                                    | Bastien Dayer                                              | Tobias Müller                                              | Philippe Lau                                               |

| 6. Weltcup in Espot, 11. Februar 2011 – 13. Februar 2011 | 6. Weltcup in Espot, 11. Februar 2011 – 13. Februar 2011 | 6. Weltcup in Espot, 11. Februar 2011 – 13. Februar 2011 | 6. Weltcup in Espot, 11. Februar 2011 – 13. Februar 2011 | 6. Weltcup in Espot, 11. Februar 2011 – 13. Februar 2011 |
| -------------------------------------------------------- | -------------------------------------------------------- | -------------------------------------------------------- | -------------------------------------------------------- | -------------------------------------------------------- |
| Datum                                                    | Disziplin                                                | Erster Platz                                             | Zweiter Platz                                            | Dritter Platz                                            |
| 11. Februar 2011 (Fr.)                                   | Riesenslalom                                             | Sven Lau                                                 | Harald Kværner                                           | Eirik Rykhus                                             |
| 12. Februar 2011 (Sa.)                                   | Sprint                                                   | Philippe Lau                                             | Chris Lau                                                | Eirik Rykhus                                             |
| 13. Februar 2011 (So.)                                   | Classic                                                  | Mattias Wagenius                                         | Bastien Dayer                                            | Harald Kværner                                           |

| 7. Weltcup in Hafjell, 11. März 2011 – 13. März 2011 | 7. Weltcup in Hafjell, 11. März 2011 – 13. März 2011 | 7. Weltcup in Hafjell, 11. März 2011 – 13. März 2011 | 7. Weltcup in Hafjell, 11. März 2011 – 13. März 2011 | 7. Weltcup in Hafjell, 11. März 2011 – 13. März 2011 |
| ---------------------------------------------------- | ---------------------------------------------------- | ---------------------------------------------------- | ---------------------------------------------------- | ---------------------------------------------------- |
| Datum                                                | Disziplin                                            | Erster Platz                                         | Zweiter Platz                                        | Dritter Platz                                        |
| 11. März 2011 (Fr.)                                  | Riesenslalom                                         | Sven Lau                                             | Harald Kværner                                       | Philippe Lau                                         |
| 12. März 2011 (Sa.)                                  | Sprint                                               | Philippe Lau                                         | Harald Kværner                                       | Eirik Rykhus                                         |
| 13. März 2011 (So.)                                  | Classic                                              | Bastien Dayer                                        | Eirik Rykhus                                         | Tobias Müller                                        |

## Frauen

### Resultate
| 1. Weltcup in Bad Hindelang, 12. Januar 2011 und 13. Januar 2011 | 1. Weltcup in Bad Hindelang, 12. Januar 2011 und 13. Januar 2011 | 1. Weltcup in Bad Hindelang, 12. Januar 2011 und 13. Januar 2011 | 1. Weltcup in Bad Hindelang, 12. Januar 2011 und 13. Januar 2011 | 1. Weltcup in Bad Hindelang, 12. Januar 2011 und 13. Januar 2011 |
| ---------------------------------------------------------------- | ---------------------------------------------------------------- | ---------------------------------------------------------------- | ---------------------------------------------------------------- | ---------------------------------------------------------------- |
| Datum                                                            | Disziplin                                                        | Erster Platz                                                     | Zweiter Platz                                                    | Dritter Platz                                                    |
| 12. Januar 2011 (Mi.)                                            | Riesenslalom                                                     | Amélie Reymond                                                   | Susann Schubert                                                  | Katinka Knudsen                                                  |
| 13. Januar 2011 (Do.)                                            | Sprint                                                           | Amélie Reymond                                                   | Susann Schubert                                                  | Katinka Knudsen                                                  |

| 2. Weltcup in Bohinj, 16. Januar 2011 | 2. Weltcup in Bohinj, 16. Januar 2011 | 2. Weltcup in Bohinj, 16. Januar 2011            | 2. Weltcup in Bohinj, 16. Januar 2011            | 2. Weltcup in Bohinj, 16. Januar 2011            |
| ------------------------------------- | ------------------------------------- | ------------------------------------------------ | ------------------------------------------------ | ------------------------------------------------ |
| Datum                                 | Disziplin                             | Erster Platz                                     | Zweiter Platz                                    | Dritter Platz                                    |
| 16. Januar 2011 (So.)                 | Sprint                                | Wettkampf abgesagt und wurde nach Rauris verlegt | Wettkampf abgesagt und wurde nach Rauris verlegt | Wettkampf abgesagt und wurde nach Rauris verlegt |

| 3. Weltcup in Rauris, 20. Januar 2011 – 22. Januar 2011 | 3. Weltcup in Rauris, 20. Januar 2011 – 22. Januar 2011 | 3. Weltcup in Rauris, 20. Januar 2011 – 22. Januar 2011 | 3. Weltcup in Rauris, 20. Januar 2011 – 22. Januar 2011 | 3. Weltcup in Rauris, 20. Januar 2011 – 22. Januar 2011 |
| ------------------------------------------------------- | ------------------------------------------------------- | ------------------------------------------------------- | ------------------------------------------------------- | ------------------------------------------------------- |
| Datum                                                   | Disziplin                                               | Erster Platz                                            | Zweiter Platz                                           | Dritter Platz                                           |
| 20. Januar 2011 (Do.)                                   | Sprint                                                  | Amélie Reymond                                          | Sandrine Meyer                                          | Susann Schubert                                         |
| 21. Januar 2011 (Fr.)                                   | Riesenslalom                                            | Amélie Reymond                                          | Sandrine Meyer                                          | Katinka Knudsen                                         |
| 22. Januar 2011 (Sa.)                                   | Sprint                                                  | Amélie Reymond                                          | Sandrine Meyer                                          | Katinka Knudsen                                         |

| 4. Weltcup in Thyon, 3. Februar 2011 und 4. Februar 2011 | 4. Weltcup in Thyon, 3. Februar 2011 und 4. Februar 2011 | 4. Weltcup in Thyon, 3. Februar 2011 und 4. Februar 2011 | 4. Weltcup in Thyon, 3. Februar 2011 und 4. Februar 2011 | 4. Weltcup in Thyon, 3. Februar 2011 und 4. Februar 2011 |
| -------------------------------------------------------- | -------------------------------------------------------- | -------------------------------------------------------- | -------------------------------------------------------- | -------------------------------------------------------- |
| Datum                                                    | Disziplin                                                | Erster Platz                                             | Zweiter Platz                                            | Dritter Platz                                            |
| 3. Februar 2011 (Do.)                                    | Sprint                                                   | Amélie Reymond                                           | Sigrid Rykhus                                            | Sandrine Meyer                                           |
| 4. Februar 2011 (Fr.)                                    | Classic                                                  | Amélie Reymond                                           | Sandrine Meyer                                           | Sigrid Rykhus                                            |

| 5. Weltcup in Méribel, 6. Februar 2011 und 7. Februar 2011 | 5. Weltcup in Méribel, 6. Februar 2011 und 7. Februar 2011 | 5. Weltcup in Méribel, 6. Februar 2011 und 7. Februar 2011 | 5. Weltcup in Méribel, 6. Februar 2011 und 7. Februar 2011 | 5. Weltcup in Méribel, 6. Februar 2011 und 7. Februar 2011 |
| ---------------------------------------------------------- | ---------------------------------------------------------- | ---------------------------------------------------------- | ---------------------------------------------------------- | ---------------------------------------------------------- |
| Datum                                                      | Disziplin                                                  | Erster Platz                                               | Zweiter Platz                                              | Dritter Platz                                              |
| 6. Februar 2011 (So.)                                      | Sprint                                                     | Amélie Reymond                                             | Sandrine Meyer                                             | Sigrid Rykhus                                              |
| 7. Februar 2011 (Mo.)                                      | Classic                                                    | Amélie Reymond                                             | Sandrine Meyer                                             | Sigrid Rykhus                                              |

| 6. Weltcup in Espot, 11. Februar 2011 – 13. Februar 2011 | 6. Weltcup in Espot, 11. Februar 2011 – 13. Februar 2011 | 6. Weltcup in Espot, 11. Februar 2011 – 13. Februar 2011 | 6. Weltcup in Espot, 11. Februar 2011 – 13. Februar 2011 | 6. Weltcup in Espot, 11. Februar 2011 – 13. Februar 2011 |
| -------------------------------------------------------- | -------------------------------------------------------- | -------------------------------------------------------- | -------------------------------------------------------- | -------------------------------------------------------- |
| Datum                                                    | Disziplin                                                | Erster Platz                                             | Zweiter Platz                                            | Dritter Platz                                            |
| 11. Februar 2011 (Fr.)                                   | Riesenslalom                                             | Sandrine Meyer                                           | Amélie Reymond                                           | Lisa Englund                                             |
| 12. Februar 2011 (Sa.)                                   | Sprint                                                   | Sigrid Rykhus                                            | Katinka Knudsen                                          | Sandrine Meyer                                           |
| 13. Februar 2011 (So.)                                   | Classic                                                  | Sandrine Meyer                                           | Amélie Reymond                                           | Sigrid Rykhus                                            |

| 7. Weltcup in Hafjell, 11. März 2011 – 13. März 2011 | 7. Weltcup in Hafjell, 11. März 2011 – 13. März 2011 | 7. Weltcup in Hafjell, 11. März 2011 – 13. März 2011 | 7. Weltcup in Hafjell, 11. März 2011 – 13. März 2011 | 7. Weltcup in Hafjell, 11. März 2011 – 13. März 2011 |
| ---------------------------------------------------- | ---------------------------------------------------- | ---------------------------------------------------- | ---------------------------------------------------- | ---------------------------------------------------- |
| Datum                                                | Disziplin                                            | Erster Platz                                         | Zweiter Platz                                        | Dritter Platz                                        |
| 11. März 2011 (Fr.)                                  | Riesenslalom                                         | Amélie Reymond                                       | Sandrine Meyer                                       | Sigrid Rykhus                                        |
| 12. März 2011 (Sa.)                                  | Sprint                                               | Sigrid Rykhus                                        | Amélie Reymond                                       | Sandrine Meyer                                       |
| 13. März 2011 (So.)                                  | Classic                                              | Amélie Reymond                                       | Sandrine Meyer                                       | Sigrid Rykhus                                        |